# Ga Sema
Ga Sema là ga trên Tàu điện ngầm Seoul tuyến 1 của thành phố Osan, Hàn Quốc. Nó còn phục vụ cho Tuyến Gyeongbu khi qua nhà ga này.

## Bố trí ga
| ↑ Byeongjeom   |
| \| １          |
| Đại học Osan ↓ |

| １ | ● Tuyến 1 | → Hướng đi Sinchang →        |
| ２ | ● Tuyến 1 | ← Hướng đi Đại hoc Kwangwoon |